# Гастин, Бонни Буньяу
Бонни Буньяу Гастин (малайск. Bonnie Bunyau Gustin; род. 3 июня 1999, Сериан, Саравак) ― малайзийский пауэрлифтер-паралимпиец. На Летних Паралимпийских играх 2020 года в Токио он выиграл первую в истории Малайзию золотую медаль в мужском весе до 72 кг, побив при этом паралимпийский рекорд.

## Биография
Родился 3 июня 1999 года в городе Сериан, штат Саравак, Малайзия. Соревнуется в дисциплине малорослых спортсменов.
Бонни родом из Кампунг-Бару-Маванг, Сериан, Саравак. Он принадлежит к даякской народности бидаю. Его отец, Гастин Дженанг, участвовал в парах пауэрлифтинге на чемпионате мира 2010 года в Куала-Лумпуре. Его старший брат Брайан Джананси Гастин также участвовал в этом виде спорта на международном уровне. Бонни начала заниматься спортом в 15 лет.

## Спортивная карьера
На Азиатских Паралимпийских играх 2018 в Джакарте выиграл серебряную медаль в весе до 65 кг.
Чемпион мира 2019 года в весе до 65 кг (Нур-Султан, Казахстан).
В 2021 году Бонни установил новый мировой рекорд 230 кг и стал чемпионом мира в весовой категории до 72 кг на чемпионате мира по пауэрлифтингу 2021 года в Дубае.
На Паралимпийских играх в Токио 2020 года Бонни был выбран в качестве знаменосца делегации Малайзии на церемонии открытия. Затем он установил новый паралимпийский рекорд в 228 кг и заработал первую золотую медаль Малайзии на Паралимпийских играх по пауэрлифтингу. Бонни выступал в весе до 72 кг.